# تاريخ أورنجزيب (كتاب)
تاريخ أورنجزيب هو كتاب مكون من خمسة مجلدات للمؤرخ الهندي جادوناث ساركار عن الحاكم المغولي أورنجزيب.
يُعتبر الكتاب العمل الضخم لجادوناث ساركار وقد أُلف بين عامي 1912 و1924. وقد وُصف بأنه الكتاب الأوثق عن أورنجزيب.

## فهرس
- Sreedharan، E. (2004). A Textbook of Historiography, 500 B.C. to A.D. 2000. Orient Longman.

## روابط خارجية
- تاريخ أورنجزيب على archive.org.